# Семь самураев
О сериале см. статью 7 самураев.
«Семь самура́ев» (яп. 七人の侍 ситинин-но самурай) — эпическая самурайская кинодрама, поставленная режиссёром Акирой Куросавой в жанре дзидайгэки в 1954 году. Один из самых значительных и влиятельных японских фильмов в истории кино. Породил несметное количество переделок и подражаний.

## История создания
Фильм появился во многом благодаря тому, что Акира Куросава очень хотел попробовать себя в популярном в Японии жанре «дзидайгэки» (историческом фильме о боевых приключениях самураев), причём сделать его одновременно и глубоким по смыслу, и увлекательным по форме. Первоначально он намеревался сделать фильм-притчу об одном дне из жизни самурая, проследить все поступки героя вплоть до вечера, когда герой должен был совершить ритуальное самоубийство из-за небольшого промаха, допущенного в течение этого дня. Но сценарий не складывался, и тогда Куросава поручил своим помощникам найти исторический сюжет из эпохи древней Японии, и появился сюжет о самурае, нанявшемся за пищу и жильё защищать крестьян от разбойников.
Куросава написал подробные биографии и описания каждого значительного героя фильма — какую одежду он носит, как говорит, какую пищу предпочитает и так далее. Время и место действия — период Сэнгоку, раздираемая междоусобными войнами средневековая Япония.
Длительность оригинальной версии «Семи самураев» составила 203 минуты; даже для проката в Японии фильм был сокращён почти вдвое (оригинальная версия демонстрировалась только в крупнейших городах). Ещё один сокращённый вариант — до 141 минуты — был создан специально для экспорта, в этой версии фильм шёл в Европе и в США; лишь в 1975 году зрители увидели авторскую версию «Семи самураев».
Премьера фильма в Японии состоялась 26 апреля 1954 года; «Семь самураев» быстро завоевали популярность как в стране, так и за рубежом и стали объектом многочисленных подражаний, из которых наиболее известным является фильм Джона Стёрджеса «Великолепная семёрка». Премьера в советском прокате состоялась в апреле 1988 года.

## Сюжет

### Первая часть
Япония, 1587 год. Эпоха Адзути-Момояма, когда страну раздирали междоусобные войны, а поборы и разорения тяжёлым бременем ложились на плечи народа. Предводители банды разбойников решают отложить нападение на деревню, дождавшись, когда жители вырастят и соберут ячмень. Крестьянин, спрятавшийся под вязанкой хвороста, невольно подслушивает их разговор. На сельском сходе отчаявшийся Рикити, у которого бандиты недавно забрали жену, призывает изготовить бамбуковые копья и перебить разбойников. Другие говорят, что война не дело крестьян, которым не одолеть прекрасно вооружённых и знающих военное дело врагов, поэтому надо умолять бандитов оставить им часть урожая. Старейшина деревни Гисаку, к которому сельчане обращаются за советом, вспоминает, как жители одной из деревень наняли самураев и спасли свою деревню. После этого четверо крестьян отправляются в город в поисках нуждающихся ронинов, которые согласятся служить за одну лишь еду, поскольку больше предложить им нечего. Они видят, как пожилому самураю Симада Камбэю обривают голову, и тот переодевается в платье монаха, чтобы расправиться с вором, захватившим в заложники ребёнка. Свидетелями этого подвига оказываются Окамото Кацусиро — юноша из аристократической семьи, а также бродяга подозрительного вида. Кацусиро просит Камбэя стать своим учителем и следует за ним. Бродяга тоже следует за Камбэем, но обратиться к самураю не решается. Крестьяне рассказывают Камбэю о своей беде, и тот, после некоторых раздумий, соглашается им помочь.
Оценив ситуацию, опытный Камбэй понимает, что ему нужны ещё шесть самураев. К нему присоединяется добродушный силач Катаяма Горобэй. Затем Камбэй встречает своего старого боевого друга Ситиродзи, который искренне рад встрече и охотно соглашается присоединиться к отряду. Тем временем Горобэй находит ронина Хаясида Хэйхати, остроумного и весёлого человека, подрабатывающего рубкой дров. Вслед за этим Камбэй и Кацусиро наблюдают, как опытный фехтовальщик Кюдзо убивает вызвавшего его на поединок ронина. После чего также присоединяется к отряду Камбэя.
Вечером к самураям заявляется навеселе вышеназванный бродяга, который получает по голове палкой при проверке ловкости. Он называется именем Кикутиё и показывает самураям украденную где-то родословную, но те поднимают его на смех: согласно бумагам, проходимец появился на свет в 1574 году и ему, таким образом, всего 13 лет. Становится ясным, что Кикутиё даже не умеет читать, однако он повсюду следует за самураями, и они постепенно к нему привыкают, а в конце концов, принимают в отряд.
Недоверчивые жители деревни не знают, кого больше опасаться — бандитов или ронинов. Они прячут своих женщин и девушек. Однако благодаря энергичному Кикутиё, который прекрасно знает жизнь и страхи крестьян, ронинам удаётся найти общий язык с земледельцами. Они представляются старейшине и знакомятся с одинокой старухой, сыновей которой убили бандиты. В один момент Кикутиё находит за крестьянским домом спрятанные доспехи и оружие, принадлежащие самураям. Камбэй догадывается, что крестьяне закололи бамбуковыми копьями воинов, проходивших через их деревню, а затем ограбили. Ситиродзи раздосадован тем, что согласился помочь крестьянам, которые подняли оружие против самураев, и предлагает перебить жителей деревни. На сторону крестьян становится Кикутиё: он говорит, что крестьяне стали жестокими не без причин, что самураи, проходящие через их деревню, жгли дома, отбирали припасы, насиловали женщин и угоняли мужчин в рабство, не оставляя крестьянам иного выбора. Камбэй и другие воины молча соглашаются с Кикутиё и решают остаться. Самураи обучают крестьян азам воинского дела, планируют оборону, окружают деревню заграждениями и рисуют свой флаг. На этом флаге самозванец Кикутиё обозначен треугольником, в отличие от шести законнорождённых самураев, обозначенных кружками.

### Вторая часть
Урожай ячменя, наконец, собран, и появляются трое бандитов-разведчиков. Из-за неосторожности Кикутиё они замечают самураев. Кюдзо, Кикутиё и Кацусиро убивают двоих, а третьего берут в плен. Он рассказывает, что бандиты устроили лагерь на расстоянии дня пути. Самураи пытаются спасти его от разъярённой толпы крестьян, но появившаяся одинокая старуха забивает пленника тяпкой. Самураи решают напасть на разбойников. Хэйхати, Кикутиё, Кюдзо и проводник Рикити на захваченных у разведчиков лошадях отправляются к бандитскому лагерю. Они поджигают строение, где спят разбойники, и убивают выбегающих наружу в панике бандитов. Рикити видит свою жену, но она, увидев мужа, поворачивается и заходит обратно в охваченное огнём здание. Хэйхати пытается оттащить обезумевшего Рикити от огня, но падает, сражённый ружейным выстрелом, и умирает на обратном пути. Самураи и крестьяне торжественно хоронят погибшего на деревенском кладбище. На горизонте появляется конница бандитов. Крестьяне и самураи спешат занять оборону.
Отряды бандитов натыкаются на забор с запада, затопленное поле с юга и разобранный мост через реку с востока. Ситиродзи замечает у них три ружья, представляющие особую опасность для защитников. Бандиты поджигают несколько домов с восточной стороны, которые было решено не оборонять, и мельницу Гисаку. Старейшина сгорает на мельнице, его родственница, отправившаяся за стариком, получает копьём в спину. Кикутиё, заливаясь слезами, несёт её ребёнка: «Этот мальчик — я!», он признался товарищам, что является сыном крестьянина. Ночью бандиты пытаются тайком преодолеть заграждения с трёх направлений, но крестьяне остервенело закалывают смельчаков копьями. Камбэй спланировал оборону так, чтобы главная атака бандитов прошла через северную рощу. Он говорит: «Хорошая крепость должна быть западнёй». По его плану защитники пропускают в деревню одного-двух передовых всадников, после чего строй копейщиков тут же смыкается, Прорвавшиеся бандиты обречены: внутри деревни на них набрасывается другой отряд копейщиков и самураев.
Рикити вызывается добыть ружьё, но Кюдзо останавливает его и сам исчезает в ночном лесу. Утром он передаёт Камбэю добытое ружьё и сообщает о двух убитых бандитах. Кацусиро, восхищённый скромностью и мужеством Кюдзо, рассказывает Кикутиё о его подвиге. Раздосадованный Кикутиё оставляет пост и углубляется в лес, где видит, как главарь бандитов казнит двоих дезертиров. Кикутиё переодевается в одежду одного из убитых. Притворившись «своим», он заводит разговор с часовым, вооружённым ружьём, и убивает его. Разбойники бросаются в погоню за Кикутиё. Однако в это время пехота бандитов проникает через оставленный им пост, уничтожив часовых. Камбэй приказывает Горобэю и Кюдзо удерживать рощу, никого не пропуская. Отряд Камбэя атакует прорвавшихся бандитов, оставшиеся в живых бандиты убегают через пост Кикутиё.  Двое конных бандитов прорываются с севера, один из них, искусный лучник, поражает стрелами нескольких крестьян, в том числе Ёхэя. Разъярённый Кикутиё убивает обоих бандитов. С севера слышатся выстрелы, крестьяне приносят убитого Горобэя.
По расчётам Камбэя в банде осталось только 13 разбойников, Камбэй предугадывает, что следующий бой будет последним, и атака состоится завтрашним утром. Об этом сообщают крестьянам. Обрадованные крестьяне подносят самураям сакэ и закуску из припрятанных запасов, о наличии которых говорил Кикутиё. Крестьянка Сино соблазняет Кацусиро. Заставший их отец Сино жестоко избивает свою дочь. Начинается проливной дождь.
По плану Камбэя утром в деревню пропускают всех бандитов. Отряд Кикутиё встречает бандитов в центре села. Кикутиё убивает нескольких бандитов, его большой меч ломается, он хватает один из шести мечей, воткнутых перед боем в землю. Отряд Камбэя спешит к месту боя, бандиты получив отпор в центре бестолково мотаются по краям села. Камбэй находит лук и меткими выстрелами скашивает бандитов. Дезорганизованные бандиты рассыпаются, остервеневшие крестьяне стаскивают их с сёдел и убивают.  Кацусиро закалывает своего первого бандита. Крестьяне окружают оставшихся троих верховых, Кюдзо убивает одноглазого вожака банды. Двое бандитов, засевших в доме, где прячутся женщины, скашивают выстрелом Кюдзо. Разъярённый Кикутиё не слушая приказа Камбэя, бросается к дому, получает смертельное ранение, врывается в дом и пронзает мечом последнего разбойника.
В живых остаются трое самураев: предводитель отряда Камбэй, его старый друг Ситиродзи и юный Кацусиро. Довольные крестьяне, как ни в чём не бывало, сажают свой рис. Сино проходит мимо Кацусиро, он бросается за ней, но останавливается на мосту. Самураи стоят у кладбища, осознав, что теперь они лишние на празднике жизни. Камбэй заявляет, что победили не самураи, а крестьяне. В четыре могилы наверху кладбища воткнуты мечи, трепещут флажки на древках. Меч, вонзённый в крайнюю правую насыпь, развёрнут в сторону, отличную от остальных. Ветер гонит пыль…

## В ролях

### Семь самураев
- Такаси Симура — Симада Камбэй (島田勘兵衛), лидер группы
- Ёсио Инаба[англ.] — Катаяма Горобэй (片山五郎兵衛), второй самурай, нанятый Камбэем
- Дайсукэ Като — Ситиродзи (七郎次), третий в группе
- Минору Тиаки[англ.] — Хаясида Хэйхати (林田平八), самурай, нанятый Горобэем
- Исао Кимура — Окамото Кацусиро (岡本勝四郎), юноша из аристократической семьи
- Сэйдзи Миягути[англ.] — Кюдзо (久蔵), мастер меча
- Тосиро Мифунэ — Кикутиё (菊千代), седьмой член группы

### Крестьяне
- Кокутэн Кодо[англ.] — Гисаку, старейшина деревни
- Каматари Фудзивара — Мандзо
- Кэйко Цусима — Сино, дочь Мандзо
- Ёсио Цутия — Рикити
- Юкико Симадзаки — жена Рикити
- Бокудзэн Хидари — Ёхэй

### Бандиты
- Харуо Накадзима — Бандит
- Эйдзиро Тоно — вор

### Прочие
- Тацуя Накадай — самурай, прогуливающийся по городу (эпизод)

## Художественная ценность
- Фильм занял первое место в списке журнала Empire «100 лучших фильмов мирового кинематографа», составленном в 2010 году[4].
- В фильме впервые в творчестве Куросавы возникает противопоставление традиционного самурайского холодного оружия и огнестрельного, которое воспринимается как несовместимое с воинской честью. Ружья в фильме есть только у бандитов, среди самураев делает выстрел из ружья только «недосамурай» Кикутиё, и только один раз. Впоследствии в других фильмах Куросавы этот мотив был усилен и подчёркнут — например, в «Телохранителе», — и достиг кульминации в «Тени воина», где вначале Такэда Сингэн был смертельно ранен выстрелом из ружья, а в финале фильма всё войско клана Такэда уничтожено ружейными залпами[5][6][1].

- Сюжетная завязка «Семи самураев» использовалась во многих фильмах, из которых прежде всего можно назвать его американский ремейк «Великолепная семёрка» (англ. The Magnificent Seven), снятый в 1960-м году режиссёром Джоном Стёрджесом[7][8]. Даже сюжет анимационной картины «Приключения Флика» студии Pixar в первой половине фильма почти полностью копирует «Семь самураев»[9]. В роли крестьян выступают муравьи, в роли бандитов — саранча. В одном эпизоде был почти дословно процитирован эпизод из «Семи самураев», а именно момент, когда убитые горем крестьяне понимают, что даже если их деревня откупится от бандитов, её жителей всё равно ждёт голодная смерть. В 2004 году было снято аниме «7 самураев», действие которого перенесено в будущее. 17 эпизод 2 сезона анимационного сериала Star Wars The Clone Wars посвящён Акире Куросаве[10][11]. В основе сюжета этого эпизода лежит такая же история, но действие происходит на одной из планет вымышленной вселенной. Перед началом серии появляется титр с посвящением памяти Акиры Куросавы (англ. in memory of Akira Kurosawa). В 2019 году вышел телесериал «Мандалорец», в котором сюжет 4-й серии («Глава 4: Убежище» англ. «Chapter 4: Sanctuary») почти полностью взят из фильма «Семь самураев»[11].

## Награды и номинации
Венецианский кинофестиваль (1954)
- Победитель — Серебряный лев — Акира Куросава

Премия Майнити (1955)
- Победитель — Лучший актёр второго плана — Сэйдзи Миягути

Британская академия (1956)
- Номинант — Лучший фильм
- Номинант — Лучший иностранный актёр — Тосиро Мифунэ
- Номинант — Лучший иностранный актёр — Такаси Симура

Оскар (1956)
- Номинант — Лучшая работа художника (ч/б фильмы)
- Номинант — Лучшая работа костюмера (ч/б фильмы)

Премия Юсси (1959)
- Победитель — Лучший иностранный режиссёр — Акира Куросава
- Победитель — Лучший иностранный актёр — Такаси Симура

Satellite Awards (2006)
- Победитель — Best Overall DVD